# Purk (Gemeinde Kottes-Purk)
Purk ist eine Ortschaft und eine Katastralgemeinde der Gemeinde Kottes-Purk im Bezirk Zwettl in Niederösterreich.

## Geografie
Der Ort liegt nordöstlich von Ottenschlag und nördlich von Kottes. Durch den Ort fließt der Purker Bach, der etwas weiter nördlich in die Große Krems mündet.

## Geschichte
Um 1120 übergab Markgraf Leopold III. einen Herrenhof bei Grie seiner Schwester Gerbirga. Mit „Grie“ bezeichnete man damals die Gegend, was vermutlich auf die Herren „de Grie“ zurückgeht. Fortan wurde hier eine 1121 erstmals erwähnte Kirche errichtet und später übergab Gerbirga ihren Besitz an das Stift Göttweig. Gemutmaßt wird auch über eine kleine Burg. Zwischen 1625 und 1723 hatte Purk das Marktrecht inne und mit den Reformen unter Kaiser Joseph II. wurde Purk zur Pfarre erhoben, blieb aber unter der Grundherrschaft von Stift Göttweig.
Im Eintrag der Josephinischen Fassion aus Jahre 1786/87 gab es im heutigen Ort 25 Häuser
Im Jahr 1822 wurde der Ort als Dorf mit 27 Häusern genannt, der eine eigene Pfarrkirche und Schule besaß. Die Herrschaft Prandhof besaß die Ortsobrigkeit, übte die Landgerichtsbarkeit aus, besorgte die Konskription und hatte die Grundherrschaft inne.
Nach der Entstehung der Ortsgemeinden 1849 wurde der Ort eine eigenständige Ortsgemeinde, zu dieser zählten auch noch die Katastralgemeinden Gotthardschlag, Heitzles, Hörans, Pfaffenschlag und Weikartschlag.
Laut Adressbuch von Österreich waren im Jahr 1938 in der Ortsgemeinde Purk ein Binder, drei Gastwirte, ein Gemischtwarenhändler, ein Holzhändler, zwei Schmiede, ein Schneider und eine Schneiderin, ein Schuster, zwei Viehhändler und einige Landwirte ansässig.
Im Zuge der Niederösterreichischen Kommunalstrukturverbesserung wurde der Ort durch die Auflösung der Gemeinde Purk am 1. Januar 1967 ein Teil der Gemeinde Kottes-Purk.

## Siedlungsentwicklung
Zum Jahreswechsel 1979/1980 befanden sich in der Katastralgemeinde Purk insgesamt 51 Bauflächen mit 19.400 m² und 45 Gärten auf 15.117 m², 1989/1990 gab es 68 Bauflächen. 1999/2000 war die Zahl der Bauflächen auf 150 angewachsen und 2009/2010 bestanden 81 Gebäude auf 155 Bauflächen.

## Öffentliche Einrichtungen
In Purk gibt es einen Kindergarten.

## Bodennutzung
Die Katastralgemeinde ist landwirtschaftlich geprägt. 240 Hektar wurden zum Jahreswechsel 1979/1980 landwirtschaftlich genutzt und 52 Hektar waren forstwirtschaftlich geführte Waldflächen. 1999/2000 wurde auf 231 Hektar Landwirtschaft betrieben und 58 Hektar waren als forstwirtschaftlich genutzte Flächen ausgewiesen. Ende 2018 waren 222 Hektar als landwirtschaftliche Flächen genutzt und Forstwirtschaft wurde auf 59 Hektar betrieben. Die durchschnittliche Bodenklimazahl von Purk beträgt 25,5 (Stand 2010).

## Kultur und Sehenswürdigkeiten

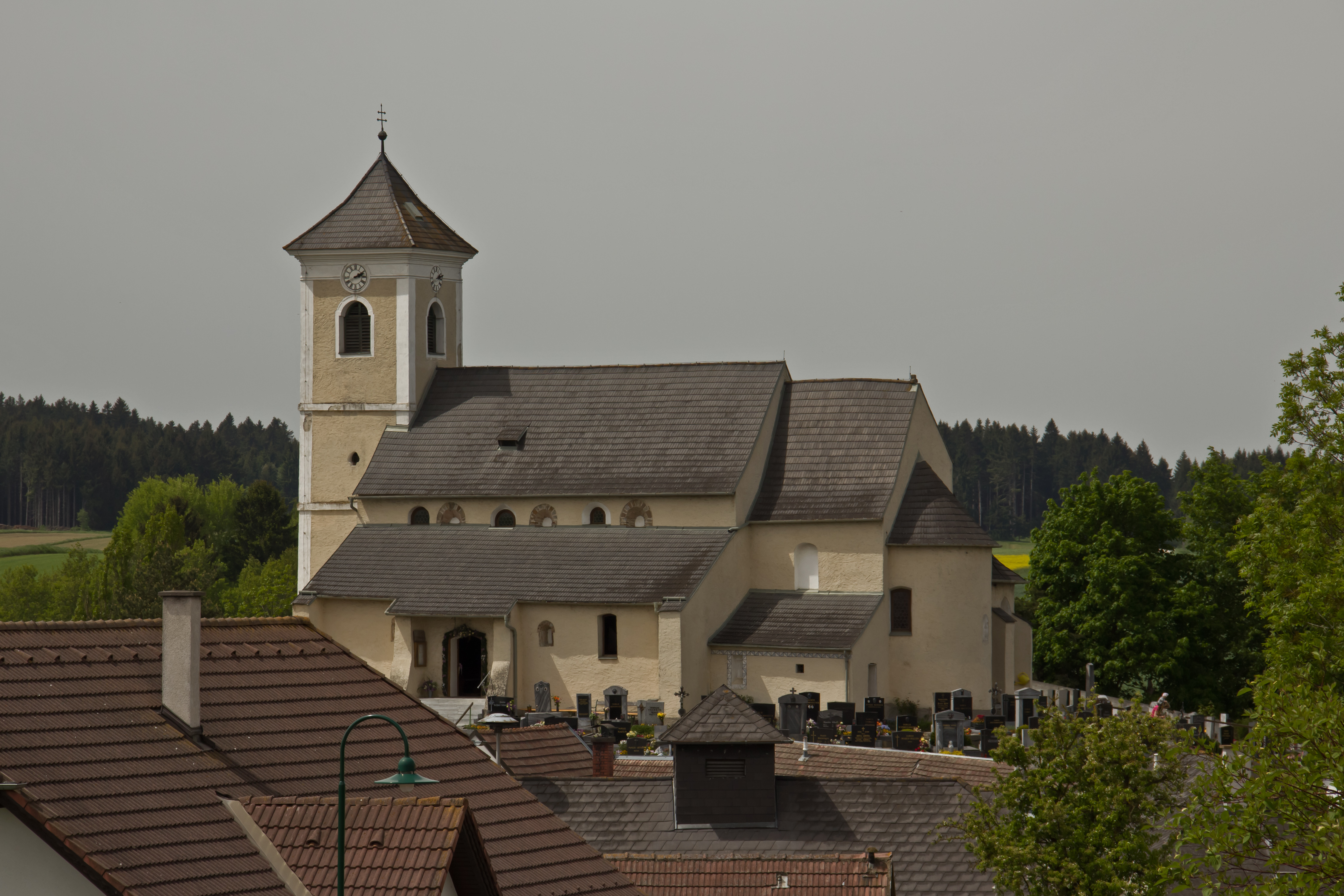
Pfarrkirche Purk

- Katholische Pfarrkirche Purk hl. Martin

## Persönlichkeiten
- Leopold Hacker (1843–1926), Benediktiner, Mineraloge, Höhlenforscher und Entomologe, wirkte hier als Pfarrvikar